# B-24 (jeu vidéo)
Pour les articles homonymes, voir B24.
B-24 est un jeu vidéo de type wargame créé par John Gray et publié par Strategic Simulations en 1987 sur Apple II, Commodore 64 et IBM PC. Le jeu se déroule pendant la Seconde Guerre mondiale et met le joueur aux commandes de bombardier B-24 au cours de raids aériens menés contre l’Allemagne,,.

## Développement et publication
B-24 est le deuxième jeu développé par John Gray après 50 Mission Crush (1984). Il est publié par Strategic Simulations à l’été 1987 sur Commodore 64. Il est ensuite porté sur Apple II et sur IBM PC en novembre 1987,. Une version sur Atari ST est initialement envisagée mais celle-ci est finalement annulée,. 

## Accueil
| B-24                  |      |       |
| Média                 | Nat. | Notes |
| Commodore User        | US   | 7/10  |
| Computer Gaming World | US   | 2.5/5 |
| Jeux et Stratégie     | FR   | 3/5   |
| Zzap!64               | US   | 90 %  |